# Efraïm (historiador)
Efraïm (en llatí Ephraem, en grec antic Ἐφραὴμ) fou un cronògraf i historiador grec del començament del segle xiv nascut a Constantinoble. Va escriure una Crònica en versos iàmbics que menciona Lleó Al·laci amb freqüència. El text existeix manuscrit a la Biblioteca del Vaticà.